# 페스트 폭동

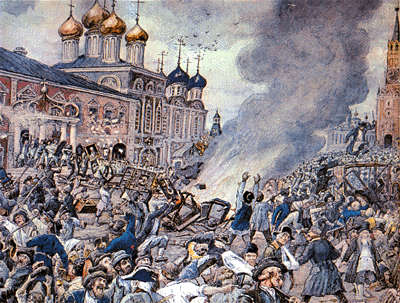

페스트 폭동(러시아어: Чумной бунт)은 1771년 9월 15일에서 9월 17일까지 모스크바에서 일어난 폭동이다. 선페스트 유행이 폭동의 원인이었다.
1770년 말엽부터 모스크바에 페스트가 상륙할 기미가 보이더니 1771년 봄이 되자 창궐하기 시작했다. 당국은 검역을 강제하고 오염된 사유재산들을 파괴하며 공중목욕탕을 폐쇄하는 등의 조치를 시민들의 합의 없이 밀어붙였다. 그 결과 시민들 사이에 공포와 분노가 조성되었다. 공장, 시장, 상점, 관청들이 모두 문을 닫아 도시의 경제는 마비되었다. 그리고 식량 부족이 뒤따르면서 모스크바 주민 대다수는 생존에 위협을 느끼게 되었다. 드보랴닌(러시아 귀족)이나 부유한 시민들은 이미 페스트가 창궐하기 시작할 때 도시를 빠져나간 뒤였다.
당국의 조치에 저항하는 첫 집단행동은 8월 29일과 9월 1일에 나타났다. 9월 초가 되면 이미 대규모 봉기가 계획되어 있다는 소문이 돌기 시작했다. 시민들이 키타이고로드의 보골류보보의 성모 성화에 모여드는 것을 모스크바 대주교 암브로시우스가 검역을 이유로 불허하려 한 것이 폭동의 도화선에 불을 붙였다. 9월 15일, 거대한 규모의 군중들이 모여 붉은 광장으로 향했다. 폭도가 된 시민들은 군대를 밀어버리고 크레믈린에 난입하여 대주교의 거처인 추도프 수도원을 파괴했다. 대주교는 돈스코이 수도원으로 겨우 탈출했다.
9월 16일, 분노한 폭도들은 돈스코이 수도원을 함락시키고 암브로시우스 대주교를 때려죽였으며 검역장소 두 곳을 파괴했다. 오후가 되자 폭도들 대부분은 크레믈린으로 향했고 다수의 군인들과 맞서게 되었다. 폭도들은 표트르 살티코프가 도망간 뒤 당국을 대표하던 표트르 예로프킨 중장에게 항복할 것을 요구했다. 폭도들이 크레믈린의 스파스키예 문을 공격하자 군인들은 산탄 사격을 가했다. 이 사격으로 군중들이 흩어지고 폭도 몇몇이 붙잡혔다. 9월 17일 아침, 1000여 명이 다시 스파스키예 문 앞에 모여 잡혀간 폭도들의 석방과 검역의 중단을 요구했다. 군은 간신히 군중을 해산시키고 폭동을 진압했다. 300여명이 재판에 넘겨졌고 9월 26일에는 질서 회복을 위해 그리고리 오를로프를 위원장으로 하는 행정위원회가 모스크바로 파견되었다. 위원회는 검역 상태의 질을 향상시키고 사유재산을 불태우는 것을 중단시켰으며 공공목욕탕을 재개장하고 상업을 허가했으며 식량 배급을 늘리면서 민심을 달랬다. 그러는 한편 동시에 폭동 주동자들에 대한 심판에도 나서서 4명이 사형당했다. 처벌받은 사람 중 어른이 165명이었고 청소년이 12명이었다. 날씨가 추워질 때쯤 전염병도 잦아들었다. 이 페스트 유행으로 모스크바 및 그 주변 지역에서는 20만 명이 사망했다.

## 같이 보기
- 흑사병
- 1770년~1772년 러시아 페스트